# آفي آلافايفنو
آفي آلافايفنو (بالإستونية: Ave Alavainu)‏ هي شاعرة إستونية، وُلدت في 4 أكتوبر 1942 في تارتو. تُوفيت في 3 أبريل 2022.

## روابط خارجية
- آفي آلافايفنو على موقع ميوزك برينز (الإنجليزية)